# Langeland
Langeland is een eiland en een gemeente in Denemarken.
Bij de herindeling van 2007 werden de oude gemeenten Rudkøbing, Sydlangeland, Tranekær samengevoegd tot één, geheten Langeland Kommune, deze maakt deel uit van de regio Zuid-Denemarken (Syddanmark). De nieuwe gemeente omvat de eilanden Langeland, Strynø en Siø, met samen 12.491 inwoners (2020).

## Eiland
Het eiland Langeland ligt tussen de Grote Belt en de baai van Kiel. Het is aan de westkant bij Rudkøbing via de Langelandbrug met Siø verbonden en zo verder met de eilanden Tåsinge en Funen en met Jutland. Aan de oostkant is een veerverbinding met Lolland.

## Plaatsen
- Snøde
- Lohals
- Tranekær
- Rudkøbing
- Tullebølle
- Søndenbro
- Bagenkop
- Humble
- Illebølle
- Lindelse
- Tryggelev
- Spodsbjerg
- Skrøbelev

## Niet te verwarren met
- Langeland, een dorpje onder Bad Driburg, Duitsland

Aabenraa · Ærø · Assens · Billund · Esbjerg · Faaborg-Midtfyn · Fanø · Fredericia · Haderslev · Kerteminde · Kolding · Langeland · Middelfart · Nordfyn · Nyborg · Odense · Sønderborg · Svendborg · Tønder · Varde · Vejen · Vejle
- International Standard Name Identifier: 0000 0004 0461 2151
- MusicBrainz: da52d598-8118-4d47-b0a6-75b931e3ce94